# Traces of an Elephant
Traces of an Elephant (deutsch Spuren eines Elefanten) ist ein deutsch-britischer Kurzfilm von Vanessa Nica Mueller aus dem Jahr 2011. In Deutschland feierte der Film am 7. Mai 2011 bei den Internationalen Kurzfilmtagen in Oberhausen Premiere.

## Handlung
Der Film handelt von der Rückkehr an Drehorte in Belfast des Kurzfilms Elephant von Alan Clarke aus dem Jahr 1989. 22 Jahre sind seit Clarks Dreh vergangen. Mueller geht an die Drehorte zurück und versucht die Veränderungen, die Belfast in mehr als zwei Jahrzehnten erfahren hat, darzustellen. Die Reise in die Vergangenheit wird somit zu einer Erfahrung der Veränderung.

## Kritiken
„Gezielte Schritte und Bewegungen durch menschenleere Räume, ihre rhythmische Abfolge erzeugt einen hypnotischen Sog – Redundanz und Abwesenheit als subtile Bedrohung. Die Präsenz und Wirkungsmacht dieser Bilder wird dabei mit der fragmentarischen und traumähnlichen Qualität von Erinnerungen konfrontiert … ein neuer Film entsteht. Vanessa Nica Mueller gelingt mit ihrer ebenso einfachen wie effizienten Aneignung von Alan Clarkes ‚Elephant‘ eine vielschichtige Abhandlung über Erinnerung als Übergangszone zwischen Rekonstruktion und Neuerzählung. ‚Traces of an Elephant‘ legt sich wie eine zweite Schicht über das Original und erweitert sich zu einem persönlichen Dokument einer Stadt zwischen Stillstand und Wandel.“

## Auszeichnungen
Internationale Kurzfilmtage Oberhausen 2011
- Preis für den besten Beitrag des Deutschen Wettbewerbs